# Tipula (Pterelachisus) teleutica
Tipula (Pterelachisus) teleutica is een tweevleugelige uit de familie langpootmuggen (Tipulidae). De soort komt voor in het Palearctisch gebied.